# جيزا ميسزولي
جيزا ميسزولي (بالمجرية: Mészöly Géza)‏ هو مدرب كرة قدم ولاعب كرة قدم مجري في مركز الدفاع، ولد في 25 فبراير 1967 في بودابست في المجر. شارك مع منتخب المجر لكرة القدم. أما مع النوادي، فقد لعب مع أيل ليماسول وبوهانغ ستيلرز ونادي فاساس ونادي لوهافر ونادي ليل.

## وصلات خارجية
- جيزا ميسزولي على موقع دوري كوريا الجنوبية (الإنجليزية)
- جيزا ميسزولي على موقع قاعدة بيانات كرة القدم.إي يو (الإنجليزية)
- جيزا ميسزولي على موقع ناشيونال فوتبول تيمز (الإنجليزية)